# Nancy Lancaster
Nancy Lancaster, född 9 september 1897 på plantagen Mirador i Greenwood, nära Charlottesville i Virginia i USA, död 19 augusti 1994, var en amerikansk-brittisk inredningsarkitekt. 
Nancy Lancaster var dotter till bomullsgrosshandlaren Thomas Moncure Perkins (1861–1914) och Elizabeth Langhorne (1867–1914). Hon flyttade med sin dåvarande make Ronald Tree till Storbritannien 1927 och var från 1940-talet delägare i tapet- och textilfirman Colefax & Fowler i London, och utvecklade tillsammans med sin partner, inredningsarkitekten John Fowler (1906–1977), en inredningsstil som blivit känd som English country house look.
Hon var i sitt första äktenskap 1917–18 gift med Henry Field (död 1918), en av arvtagarna till den amerikanska varuhuskedjan Marchall Field and Company i Chicago, och i sitt andra äktenskap 1920–47 med en amerikansk-brittiske journalisten och politikern Ronald Tree (1897–1976) med vilken hon hade två överlevande barn, samt i sitt tredje äktenskap 1948–53 med godsägaren och politikern Claude Lancaster (1899–1977).
Efter att ha tvingats försälja födelsegården Mirador 1950, köpte hon 1954 Haseley Court nära Oxford, där hon bodde till 1971, och renoverade och inredde detta. Hon blev också känd för sin trädgårdsarkitektur beträffande Haseley Court. 

## Tapetmönster från Drottningholms Slottsteater
I början av 1950-talet besökte Lancaster och hennes moster Nancy Astor kung Gustav VI Adolf på Drottningholms slott och fick tillstånd av kungen att använda mönstret på en handmålad tapet i en loge på Drottningholmsteatern med kamelialiknande blommor, senare införlivad i Colefax & Fowles sortiment som Snow Tree.